# Bruce Eric Kaplan
Bruce Eric Kaplan (* 9. September 1964 in den Vereinigten Staaten), auch bekannt als BEK, ist ein US-amerikanischer Zeichner und Drehbuchautor.

## Arbeit
Seine Single Panel Cartoons erscheinen regelmäßig im New Yorker. Kaplans Cartoons sind bekannt für ihren signifikanten knappen Stil und ihren oft schwarzen Humor. Kaplan arbeitet zudem als Drehbuchautor und schrieb unter anderem für die Serien Six Feet Under – Gestorben wird immer und Seinfeld.

## Werke
- No One You Know: A Collection of Cartoons. Simon & Schuster, New York 1999, ISBN 978-0-684-85919-4 (englisch).
- The Cat That Changed My Life: 50 Cats Talk Candidly about How They Became Who They Are. Simon & Schuster, New York 2002, ISBN 978-0-7432-1944-0 (englisch).
- This Is a Bad Time: A Collection of Cartoons. Simon & Schuster, New York 2004, ISBN 978-0-7432-5218-8 (englisch).
- Every Person on the Planet: An Only Somewhat Anxiety-Filled Tale for the Holidays. Simon & Schuster, New York 2005, ISBN 978-0-7432-7470-8 (englisch).
- Edmund and Rosemary Go to Hell: A Story We All Really Need Now More Than Ever. Simon & Schuster, New York 2007, ISBN 978-1-4165-4549-1 (englisch).
  - Edmund und Rosemary in der Hölle. Dörlemann, Zürich 2008, ISBN 978-3-908777-39-7 (englisch: Edmund and Rosemary Go to Hell: A Story We All Really Need Now More Than Ever. New York 2007. Übersetzt von Christian Detoux).
- I Love You, I Hate You, I'm Hungry: A Collection of Cartoons. Simon & Schuster, New York 2010, ISBN 978-1-4165-5694-7 (englisch).
- Monsters Eat Whiny Children (= Henry and Eve. Nr. 1). Simon & Schuster Books for Young Readers, New York 2010, ISBN 978-1-4169-8689-8 (englisch).
- Everything Is Going to Be Okay : A Book for You of Someone Like You. Simon & Schuster, New York 2011, ISBN 978-1-4165-5692-3 (englisch).
- Cousin Irv from Mars. Simon & Schuster Books for Young Readers, New York 2013, ISBN 978-1-4424-4923-7 (englisch).
- Meaniehead (= Henry and Eve. Nr. 2). Simon & Schuster Books for Young Readers, New York 2014, ISBN 978-1-4424-8542-6 (englisch).
- I Was a Child. Blue Rider Press, New York 2015, ISBN 978-0-399-16951-9 (englisch).
- Someone Farted. Simon & Schuster Books for Young Readers, New York 2018, ISBN 978-1-4814-9063-4 (englisch).
- You Have to Read This Book! Simon & Schuster Books for Young Readers, New York 2021, ISBN 978-1-5344-6286-1 (englisch).

## Filmografie

### Als Drehbuchautor
- 1991: The 43rd Annual Primetime Emmy Awards
- 1993: Danger Theatre (Fernsehserie, 3 Episoden)
- 1995: The Naked Truth (Fernsehserie, eine Episode)
- 1996: Cybill (Fernsehserie, eine Episode)
- 1997–1998: Seinfeld (Fernsehserie, 3 Episoden)
- 2001–2005: Six Feet Under – Gestorben wird immer (Six Feet Under, Fernsehserie, 7 Episoden)
- 2012–2016: Girls (Fernsehserie, 5 Episoden)
- 2013: People in New Jersey (Fernsehfilm)
- seit 2021: Mr. Corman (Fernsehserie)

### Als Executive Producer
- 2005: Six Feet Under – Gestorben wird immer (Six Feet Under, Fernsehserie, 38 Episoden)
- 2013: People in New Jersey (Fernsehfilm)
- 2017: Girls (Fernsehserie, 54 Episoden)
- seit 2021: Mr. Corman (Fernsehserie)